# Dagoba (album)
Dagoba è il primo album del gruppo metal francese Dagoba.

## Tracce
1. From Torture To Enslavement – 0:41
2. Maniak – 3:16
3. The White Guy (And the Black Ceremony) – 3:29
4. Something Stronger – 6:22
5. Another Day – 4:47
6. Fate Contained in a Crystal Ball – 0:50
7. Year of the Scapegoat – 4:05
8. Dopesick – 4:13
9. Act 1, Part 2 – 3:03
10. Rush – 4:54
11. The Chaos We're Involved In – 0:31
12. Here We Are – 4:03
13. 4.2 Destroy – 2:21
14. Pornscars. – 2:37
15. Gods Forgot Me – 20:46